# جورج كومانتاراكيس
جورج كومانتاراكيس (باليونانية: Γεώργιος Κουμανταράκης)‏ (بالإنجليزية: George Koumantarakis)‏ (مواليد 27 مارس 1974) هو لاعب كرة قدم. يلعب مع منتخب جنوب أفريقيا لكرة القدم. سبق له أن لعب في كأس العالم لكرة القدم مع منتخب بلاده.

## روابط خارجية
- جورج كومانتاراكيس على موقع الاتحاد الدولي (مؤرشف)  (الإنجليزية)
- جورج كومانتاراكيس على موقع قاعدة بيانات كرة القدم.إي يو (الإنجليزية)
- جورج كومانتاراكيس على موقع ناشيونال فوتبول تيمز (الإنجليزية)
- جورج كومانتاراكيس على موقع Soccerbase.com (لاعب) (الإنجليزية)